# Boeing B-29 Superfortress
Boeing B-29 Superfortress (model 341/345) var et fire-motors propel-bombefly. Flyet blev produceret for den amerikanske hærs luftvåben (USAAF) og blev brugt af USAF og US Navy, men også af udenlandske luftvåben, bl.a. Royal Air Force og Royal Australian Air Force. Det var et af de største og mest avancerede fly, som var involveret i 2. verdenskrig. Flyet var blandt andet udstyret med 10 fjernstyrede maskingeværer og trykkabiner. Da flyet blev udfaset i 1960'erne, var der blevet bygget omkring 3.900 stk.
B-29'ere bombede de japanske øer fra Kina (bl.a. 20th Air Force) og erobrede stillehavsøer (bl.a. 7th Air Force). Sovjetunionen og Japan var ikke i krig, før d. 8. august 1945. Amerikanske B-29'ere, der nødlandede på sovjetisk territorium, blev derfor tilbageholdt. Disse fly blev piratkopieret som Tupolev Tu-4 Bull.
B-29’eren er kendt som flyet, der kastede atombomberne over Hiroshima og Nagasaki ved afslutningen på 2. verdenskrig.

## Besætning
De to piloter, bombekasteren, flymaskinisten, navigatøren og radiotelegrafisten sad i den forreste trykkabine. En tunnel under tryk forbandt forreste og midterste trykkabiner. De tre skytter sad i den midterste trykkabine, hvor der også var to køjer og et kemisk toilet. På lange togter kunne to reservebesætningsmedlemmer være i trykkabinen. Ude i halen sad haleskytten i sin énmandstrykkabine. Trykket skulle sænkes, hvis folk skulle ud til haleskytten, eller genlade den agterste bugkuppel.

## Defensiv bevæbning
B-29 havde fire fjernstyrede 12,7 mm maskingeværkupler – to på ryggen og to under bugen. Traditionelle bemandede maskingeværtårne gav større luftmodstand. Bombekasteren i næsen betjente den forreste bugkuppel. I den midterste trykkabine betjente topskytten begge rygkupler mens højre og venstre sideskytter deltes om den agterste bugkuppel. Ude i halen betjente haleskytten to 12,7 mm maskingeværer og en 20 mm maskinkanon. I nødsituationer kunne sideskytterne betjene forreste bugkuppel og haleskyttens våben.
Hver maskingeværkuppel havde to maskingeværer, et 35 mm filmkamera og 500 skud pr. maskingevær. I halen er der 1.000 skud til hvert maskingevær, og 125 skud til maskinkanonen. Maskingeværkuplerne kan genlades indefra flyet.